# Strijkkwartet nr. 1 (Dvořák)
Strijkkwartet nr. 1 in A groot, opus 2 is een compositie van de Tsjechische componist Antonin Dvořák. Dvořák schreef het werk in 1862.

## Ontstaan
Dit kwartet is door Dvořák op 21-jarige leeftijd geschreven. Dvořák had de organistenschool doorlopen en speelde in de Prager Kapelle Voor zich componeerde hij in stilte; composities die vrijwel alle verloren zijn gegaan Dit strijkkwartet is mogelijk door een gelukkig toeval bewaard gebleven. Toen de componist het na 25 jaar weer vond heeft hij het gerevideerd. Wat in eerste instantie vooral forse coupures betekende (met name in de doorwerkingen). Hoewel de opbouw hierdoor soms wat minder logisch werd, heeft het werk toch aan kracht gewonnen.
“In de stijl van Mendelssohn” lichtte Dvořák in een brief uit 1898 toe. Mogelijk sloeg dat erop dat hier in de langzame inleiding al het melodisch materiaal wordt ingebracht, waaruit vervolgens het hele deel ontstaat (parallel aan opus 13 van Mendelssohn).
Alle delen hebben een open einde, wat bijdraagt aan een sfeer van openheid en ruimte. Verder een traditionele vorm met sonatevorm van de hoekdelen en een scherzo.
Burghauser wijst op de overwegende invloed van Schubert. Dvořáks beide opstellen op school gingen over Schubert.

## Delen
1. Andante-Allegro: Langzame introductie ter inleiding van de sonatevorm. Het hoofdthema is hetzelfde als wat 3 jaar later (iets gewijzigd) opduikt als neventhema van het celloconcert in A.
2. Andante affettuoso ed appassionato: Meeslepende cantilene met "orkestrale" begeleiding.
3. Allegro scherzando: Harmonisch onconventioneel trio. Spelen met het metrisch zwaartepunt in de ¾ maat in het scherzo.
4. Allegro animato: Sonatevorm. Vlak voor het laatste stretta komt de langzame inleiding van het eerste deel terug.

## Betekenis
Dit kwartet werd pas voor het eerst in 1888 uitgevoerd, hoewel Dvořák zelf schrijft dat “tot zijn verrukking” het kwartet door enkele van zijn vrienden is uitgevoerd en het bevallen is aan zijn leermeester.
Zelf rekende hij wellicht niet op publicatie, daar Dvořák het thema uit het 1e deel zonder toelichting in zijn celloconcert liet opduiken.
- Library of Congress Control Number: no2005031182
- MusicBrainz work: 4f46d4da-c88e-41b2-9287-4f04ae03080b
- Virtual International Authority File: 184139798

nr. 1 A · nr. 2 B · nr. 3 D · nr. 4 e · nr. 5 f · nr. 6 a · nr. 7 a · nr. 8 E · nr. 9 d · nr. 10 Es · nr. 11 C · nr. 12 F (Amerikaans) · nr. 13 G · nr. 14 As · Cipressen